# Рударски експлозиви
Савремено рударство, а поготово масовна експлоатација сиромашних металичних лежишта, не би била замислива без примене савремених рударских експлозива. Рударство је привредна грана где су експлозиви нашли најширу примену за експлоатацију чврстих минералних сировина. Остале привредне гране користе експлозиве у знатно мањим количинама, па се зато привредни експлозиви с правом називају и рударски експлозиви.
Рударски експлозиви играју кључну улогу у рударској индустрији, омогућавајући ефикасну екстракцију минералних ресурса из земље. Они се користе за разбијање стена и других тврдих материјала како би се олакшао процес рударења, чинећи га бржим и економичнијим. Различите врсте експлозива имају специфичне особине које их чине погодним за одређене задатке унутар рударских операција. Ови експлозиви су често високо енергетски материјали који се активирају експлозијом како би се постигло ефикасно ломљење стена и стварање простора за експлоатацију минералних сировина.

## Историја и развој рударских експлозива
Први рударски експлозиви датирају из 17. века када се барут, који је био коришћен у војне сврхе, почео користити и у рударењу. Барут, као први познати експлозив, имао је одређене недостатке, као што су непредвидљивост у перформансама и релативно ниска снага. Ови проблеми су постали очигледнији како је рударска индустрија напредовала, што је створило потребу за развојем бољих експлозива.
Изум динамита 1867. године од стране Алфреда Нобела означио је прекретницу у историји рударских експлозива. Динамит је био далеко снажнији, сигурнији и ефикаснији у поређењу са барутом. Он је омогућио радницима у рудницима да ефикасније обављају своје задатке, што је убрзало експанзију рударских операција широм света. Након динамита, развијени су многи други типови експлозива, укључујући амонијум-нитрат експлозиве, који су данас најчешће коришћени у рударској индустрији.

## Врсте рударских експлозива
Рударски експлозиви се могу поделити у неколико главних категорија, зависно од њихових особина и намене:
- Барут: Најстарији облик експлозива, сада готово у потпуности замењен модернијим експлозивима. Састоји се од мешавине калијум-нитрата (шалитра), сумпора и угља.
- Динамити: Садрже нитроглицерин, који се комбинује с упијајућим материјалом као што је киселинска глина, што им даје карактеристичну стабилност и снагу. Они су веома ефикасни, али су скупи и захтевају пажљиво руковање.
- Амонијум-нитрат базирани експлозиви (АНФО): Ови експлозиви садрже амонијум нитрат, често помешан с дизел горивом. АНФО је најчешће коришћен експлозив у модерном рударењу због своје ефикасности, сигурности и релативно ниских трошкова. Такође, може се лако производити на месту употребе.
- Емулзиони експлозиви: Састављени су од дисперзије оксиданса (најчешће аmonijum nitrat) у води, у којој су суспендовани у уљној фази. Ови експлозиви нуде велику снагу, сигурност и стабилност, а често се користе у рударству на великим дубинама.
- Гелексplозиви: Ова врста експлозива садржи нитроглицерин и гелатинизоване супстанце, који стварају гел који је водоотпоран и стабилан. Користи се у посебним условима, као што су рудници са високом влагом.

## Дефиниција експлозивних материја и експлозива
Материје које су способне да при разлагању ослободе енергију називају се општим именом експлозивне материје или експлозиви. Експлозиви су просте или сложене хемијске материје које имају особину да се под утицајем спољашњег подстрека нагло разложе и пређу у гасно стање. При томе се развија висока температура и притисак, уз вршење одговарајућег механичког рада.
Да би материја имала особину експлозива, она мора да има следеће особине и то:
- да при експлозивном процесу ослобађа велику количину енергије која се претвара у механички рад;
- да процес има велику брзину ослобађања енергије;
- да процес експлозије буде потпун или делимичан, односно да образује велике количине гасова.

Под експлозијом се подразумева брзо ослобађање енергије која је способна да изврши одређени рад. Експлозија може бити изазвана физичким, хемијским или нуклеарним процесима, а процеси који се том приликом јављају везани су за са великим брзинама ослобађања енергије. Као последица ове велике брзине ослобађања енергије, процес експлозије кратко траје, пошто су залихе експлозивне материје ограничене и веома брзо се утроше.
При разлагању експлозивне материје и преласку у друго стање потенцијална енергија експлозива прелази у кинетичку, уз појаву велике количине гасова и високе температуре. Једна од карактеристика настале експлозије је појава веома високог притиска, за веома кратко време, тако да оптерећење на околну стенску масу вишеструко превазилази допуштено напрезање, изазива у стенама појаву пукотина и доводи до разарања.
Експлозија се може развијати у виду следећих процеса:
- Физичка - код које долази само до физичког превођења једног облика енергије у други, без промене хемијског састава материје (експлозија сабијеног ваздуха, експлозија парног мотора, пад метеора,...).
- Хемијска - код које долази веома брзо до промене хемијског састава материје која учествује у експлозији. Све ово је пропраћено великом количином гасова и повећањем температуре.
- Нуклеарна - код које долази до нуклеарне реакције праћене деобом језгра атома, што је све пропраћено ослобађањем велике количине топлотне енергије. Нуклеарне експлозије су за сада и најјаче експлозије, док су нуклеарне експлозивне материје и најјачи експлозиви.

Од свих ових процеса у процесу минирања највише се користе експлозиви код којих долази до ослобађања енергије хемијском реакцијом.
Разлагање експлозивних материја може се вршити на три начина:
- Горењем
- Термичким путем
- Детонацијом.

Горење (дефлаграција) - је процес у којем се брзина сагоревања креће од неколико сантиметара, па до више стотина метара у секунди. Често је овакав процес праћен пламеном и појавом високе температуре. 
Овај вид експлозивног разлагања много зависи од спољних услова: у отвореном простору обично није праћен звучним ефектима; у ограниченој запремини, нпр. барутној комори оруђа, бушотини напуњеној барутом, овај процес се одвија знатно брже, праћен је звучним ефектима и више или мање брзим порастом притиска гасовитих продуката.
Термичко разлагање - представља лагану реакцију која се одвија у маси при загревању експлозива испод температуре на којој долази до експлозије.
Детонација - процес у коме се разлагање материје одвија брзином већом од брзине звука. Хемијска реакција код ове врсте експлозије одвија се изузетно великом брзином, уз веома велики притисак и високу температуру, при чему се детонациони талас кроз експлозивну материју креће једном константном брзином. Брзина разлагања при детонацији експлозивних материја достиже вредности од 1000–9000 m/s, и зависи од хемијског састава експлозива, густине пуњења, пречника бушотине, облоге патроне и др. Брзина детонације као константна вредност представља једну од најважнијих карактеристика сваке експлозивне материје, јер се у условима детонације постиже максимално разарајуће дејство. 
Детонација се разликује од сагоревања по механизму свог простирања. Сагоревање се преноси кроз експлозивну материју путем предаје топлоте и дифузије, а детонација путем простирања детонационог таласа.

## Подела експлозива

### Према хемијском саставу
- Чиста хемијска једињења
- Механичке смесе хемијских једињења

Чиста хемијска једињења представљају експлозиве који у оквиру свог молекула имају све неопходне елементе (угљеник, водоник, кисеоник, азот) међусобно хемијски везане у јединствени систем (као што су тротил, нитроглицен, пентрит, хексоген).
Код механичких смеша улазне компоненте су само међусобно помешане, а саме смеше не представљају хемијско једињење. Овакве смеше садрже све неопходне елементе за одвијање одговарајуће хемијске реакције и побољшање минерских карактеристика експлозива.

### Према области примене
Хемијски експлозиви се користе за потребе:
- Рударства - привредни експлозиви
- Војске - војни експлозиви
- Специјалне сврхе - специјални експлозиви

### Према конзистенцији
- Прашкасти експлозив
- Полупластични експлозив
- Пластични експлозив
- Водопластични експлозив
- Гранулирани експлозив
- Пресовани експлозив

### Према брзини разлагања
- Дефлагрантни експлозиви
- Бризантни експлозиви

Дефлагрантни експлозиви имају релативно малу брзину разлагања, јер се енергија преноси од слоја до слоја провођењем топлоте. Имају изразито потисно дејство. Типичан представник ових експлозива је црни барут. Дефлагрантни експлозиви у рударству примењују се за израду спорогорећег штапина и при добијању украсног камена.
Бризантни експлозиви поседују веома велику брзину разлагања и до 9000 m/s. Бризантни експлозиви према начину употребе деле се на:
- примарне бризантне експлозиве и
- секундарне бризантне експлозиве.

Примарни бризантни експлозиви користе се за израду средстава за иницирање. Захтевају малу енергију активирања да би наступила експлозија, а веома су осетљиви на удар, трење, топлоту, варницу итд.
Секундарни бризантни експлозиви поседују веома велику брзину разлагања (до 9000 m/s) при чему разлагањем захваћени део експлозивне материје нагло прелази у гасовито стање, стварајући висок притисак и високу температуру. Ови експлозиви су мање осетљиви на механичке и топлотне утицаје, а активирају се под дејством ударног таласа изазваног иницијалним примарним експлозивом.

## Карактеристике експлозива
Карактеристике рударских експлозива зависе од састава и квалитета сировина за њихово добијање.
Особине рударских експлозива углавном се могу груписати у две основне групе и то: 

- физичко-хемијске особине и

- техничко-минерске особине.
Најважније физичко-хемијске особине рударских експлозива су: биланс кисеоника, хемијска реакција разлагања експлозива, хемијска стабилност, време изнојавања експлозива, осетљивост на иницирање, температура и топлота експлозије, притисак експлозије, густина патроне, критични пречник експлозивног пуњења, водоотпорност и др. 

Најважније техничко-минерске особине рударских експлозива су: радна способност, релативна радна способност, брзина детонације, бризантност, осетљивост на удар, пренос детонације, сигурност експлозива на метан и угљену прашину и др. 

Све наведене физичко-хемијске и техничко-минерске особине експлозива зависе од састава и квалитета сировина за производњу експлозива. Састав експлозива мора бити такав да при експлозији не ослобађа штетне гасове или оставља чврсте остатке.

### Одређивање физичко-хемијских и техничко-минерских особина експлозива
Сваки експлозив има одређене физичко-хемијске карактеристике на основу којих се одређује квалитет експлозива и целисходност његове примене у рударству. Испитивање техничко-минерских особина рударских експлозива врши се свакодневно при производњи експлозива на специјалним полигонима које поседују фабрике експлозива.

#### Биланс кисеоника
Биланс кисеоника представља разлику количине кисеоника која се налази у саставу експлозива (хемијски везаног) и количине кисеоника која је потребна за потпуну оксидацију (сагоревање) угљеника, водоника и других алкалних метала. 

У зависности од тога да ли у гасовитим продуктима разложеног експлозива има молекула кисеоника или нема, разликују се три случаја: 
- позитиван биланс кисеоника
- уравнотежен-нулти биланс кисеоника
- негативан биланс кисеоника

#### Одређивање осетљивости на иницирање
Да би се експлозивна материја потпуно разложила са највећом брзином детонације потребно је створити довољно снажан почетни иницијални импулс. За сваки експлозив је одређена минимална количина иницијалног експлозива који изазива његово потпуно разлагање. 

Одређивање осетљивости на иницирање има за циљ да се утврди колико је који експлозив осетљив на иницирање. Ово је потребно знати ради сигурнијег руковања и складиштења експлозива. Величина почетног иницијалног импулса зависи и од осетљивости експлозивне материје према спољашњим утицајима као што су: влага, густина патронирања, хомогеност масе и др.

#### Радна способност
Радна способност представља снагу коју експлозив производи при детонацији. Експериментално одређена радна способност назива се јачина експлозива. 

Постоји више експерименталних метода за одређивање радне способности експлозива и то:
- метода проширења оловног блока
- метода балистичког клатна
- мерзер са опругом
- подводне експлозије
- кратер тест

#### Брзина детонације
Брзина детонације означава брзину детонационог таласа који се креће кроз масу експлозива константном брзином.
Разорна снага експлозива зависи од брзине детонације. Уколико је брзина детонације већа разорна снага експлозива је већа и обратно. Детонациона брзина бризантних експлозива мења се са променом њихове густине, тј. са повећањем густине повећава се детонациона брзина, али не код свих. 
 
Брзина детонације може се одредити:
- по методи Дотриша
- оптичким хроматографом
- помоћу осцилографа
- електронским бројачем

#### Пренос детонације
Пренос детонације је способност експлозива да се енергија активирања са ударне патроне пренесе на суседну пасивну патрону експлозива. Представља максимално растојање у cm на коме долази до потпуне детонације пасивне патроне. Уколико је растојање на коме долази до преноса детонације веће, то је експлозив поузданији при употреби.

#### Величина пламена експлозије
Величина пламена експлозије расте са количином ослобођене топлоте експлозије. Експлозиви са великом топлотном експлозије (динамити и црни барут) производе велики пламен, док они са сразмерно малом топлотом експлозије (амонијумнитратски, метански експлозиви и др.) производе мали пламен.

#### Трајање пламена експлозије
Трајање пламена експлозије креће се између 0,0002s 0,25 секунди и расте са количином ослобођене топлоте. 
Величина и трајање пламена експлозије су важне особине експлозива за руднике са појавом метана и експлозивне угљене прашине.

#### Топлота експлозије
Топлота експлозије је количина топлоте која се ослободи при потпуном експлозивном разлагању 1 kg или 1 mol , при сталној запремини. Изражава се у kJ/molu или kJ/kg. Одређује се експериментално помоћу калориметра за експлозиве или рачунским путем.

#### Температура експлозије
Температура експлозије представља максималну температуру до које се при експлозији загреју продукти експлозије. Зависи од хемијског састава експлозива и добијених продуката екплозије. Одређује се експериментално спектографском методом или рачунским путем.

#### Притисак експлозије
Притисак експлозије представлја збир притиска гасова и притиска детонације. Код бризантних експлозива разликује се:
- притисак гасова остварен непосредно после експлозије експлозива у одређеном простору,
- притисак детонације остварен у слоју експлозива захваћеног таласом детонације

#### Гранични пречник експлозивног пуњења
Гранични пречник експлозивног пуњења представља минимални пречник пуњења испод кога се не може изазвати детонација експлозива. При мањем пречнику од граничног пречника детонације, хемијски губици услед бочног расипања доводе до знатног смањења енергије ударног таласа, а самим тим и брзине протицања ударног таласа кроз експлозивну масу. Овако ослабљена енергија таласа није у стању да изазове хемијско разлагање у осталим деловима експлозивног пуњења, па детонација престаје. Мале критичне пречнике имају врло осетљиви и јако бризантни експлозиви.

## Примена рударских експлозива
Експлозиви се користе у рударским операцијама за различите задатке:
- Разбијање стена: Главна улога експлозива је да разбије велике стене у мање комаде, што омогућава лакше уклањање и транспорт материјала.
- Отварање подземних рудника: Експлозиви се користе за стварање нових тунела и пролаза унутар рудника, што омогућава приступ дубљим слојевима руда.
- Површинска експлоатација: Код површинских рудника, експлозиви се користе за уклањање слојева земље и камена изнад руда.
- Смањење величине комада руда: Након што су стене разбијене, експлозиви могу бити коришћени за додатно смањење величине комада руда пре него што се транспортују до места обраде.

## Утицај на животну средину
Експлозиви имају значајан утицај на животну средину. Главне области утицаја укључују:
* Сеизмички ефекти: Експлозије могу изазвати сеизмичке таласе који могу дестабилизовати околне структуре или узнемирити становништво у близини рудника.
- Загађење ваздуха: Експлозије производе велику количину прашине и гасова, укључујући токсичне спојеве попут азотних оксида, који могу негативно утицати на квалитет ваздуха.
- Деградација тла: Експлозије могу довести до ерозије и промене у структури тла, што може негативно утицати на пољопривреду и локалне екосистеме.

Да би се ублажили ови негативни утицаји, рударске компаније често спроводе мере као што су контролисане детонације, коришћење еколошки прихватљивијих експлозива и рестаурација подручја након завршетка рударских активности.

## Законска регулатива
Употреба рударских експлозива строго је регулисана законима и правилницима који се разликују од земље до земље. Ови закони регулишу све аспекте употребе експлозива, укључујући:
- Производњу и дистрибуцију: Само лиценцирани произвођачи могу производити експлозиве, и то у складу са строгим стандардима квалитета.
- Складиштење: Експлозиви се морају чувати у специјалним складиштима која су дизајнирана да спрече неовлашћен приступ и случајне детонације.
- Транспорт: Превоз експлозива подложан је строгим правилима која осигуравају њихову безбедност током транспорта, укључујући посебне ознаке на возилима и ограничења у вези са рутама и временом превоза.
- Употреба: Само обучено и лиценцирано особље може руковати експлозивима на радилишту, уз обавезно придржавање прописаних процедура и протокола.